# Naval Air Station New Orleans
Base aéronavale de La Nouvelle-Orléans
La Naval Air Station Joint Reserve Base New Orleans  ou NAS JRB New Orleans ( IATA : NBG , ICAO : KNBG , FAA LID : NBG), est située à Belle Chasse, Paroisse de Plaquemine, en Louisiane. La base aéronavale de l'US Navy abrite le 159th Fighter Wing (en) de la Louisiana Air National Guard (en) un escadron de soutien logistique de la flotte du Coast Guard Air Station New Orleans (en) , un détachement d'hélicoptères d'attaque de l'United States Marine Corps Reserve, ainsi que d'autres activités de l'US Navy et de l'US Army. La base a un horaire de fonctionnement 24/24 heures, 7/7 jours, pour répondre à la fois aux exigences de souveraineté aérienne/de défense du territoire du NORAD du 159 FW et aux missions de recherche et sauvetage de la station aérienne de la Garde côtière de la Nouvelle-Orléans d'application du droit maritime/de sécurité portuaire. Il contient un aéroport militaire connu sous le nom d'AlLin Callender Field qui est situé à 6 km au sud du quartier d'affaires de La Nouvelle-Orléans. Le prédécesseur de la base, NAS New Orleans, a occupé l'emplacement actuel du campus principal de l'Université de La Nouvelle-Orléans jusqu'en 1957.

## Occupants actuels
- Strike Fighter Squadron 204 (VFA-204) du Tactical Support Wing : Chasseurs d'attaque F/A-18 Hornet (U.S. Navy Reserve),
- VMR Belle Chase [1],d
- 159th Fighter Wing (en) (159 FW) : Avions de chasse F-15C/D Eagle (Louisiana Air National Guar),
- Fleet Logistics Support Squadron 54  (VR-54) : C-130T Hercules (U.S. Navy Reserve),
- Marine Light Attack Helicopter Squadron 773 (HMLA-773) : Hélicoptères UH-1Y Super Huey et AH-1 Super Cobra (U.S. Marine Corps),
- Coast Guard Air Station New Orleans : Hélicoptères MH-65C Dolphin,
- NCTAMS LANT [2]
- 3rd Battalion, 23rd Marines (en),
- Navy Operational Support Center (NOCS New- Orleans),
- 377th Theater Sustainment Command (en),
- FRC Mid-Atlantic Site Nouvelle-Orléans
- Bureau des services juridiques de la région Détachement du sud-est de la Nouvelle-Orléans
- Bureau de la logistique aérienne de la marine
- Station de traitement d'entrée militaire (alias MEPS), Nouvelle-Orléans [3]